# Muricella dubia
Muricella dubia is een zachte koraalsoort uit de familie Acanthogorgiidae. De koraalsoort komt uit het geslacht Muricella. Muricella dubia werd in 1910 voor het eerst wetenschappelijk beschreven door Nutting. 